# Melanthia fasciata
Melanthia fasciata là một loài bướm đêm trong họ Geometridae.